# بولنگو
بولنگو (به ایتالیایی: Bollengo) یک کومونه در ایتالیا است که در استان تورین واقع شده‌است.

## خصوصیات
بولنگو ۱۴٫۲ کیلومترمربع مساحت و ۲٬۰۹۳ نفر جمعیت دارد.